# George Williams (football)
Pour les articles homonymes, voir George Williams et Williams.
George Christopher Williams est un footballeur gallois né le 7 septembre 1995 à Milton Keynes. Il évolue au poste d'ailier ou d'attaquant au Barrow FC. Bien que né en Angleterre, il possède la nationalité galloise de par sa mère.

## Biographie

### Au club
Le 28 juin 2016, il rejoint le Milton Keynes Dons.
Le 31 janvier 2018, il est prêté à Saint Johnstone.
Le 12 juin 2018, il rejoint Forest Green Rovers.
Le 13 août 2020, il rejoint Grimsby Town.
Le 11 août 2021, il rejoint Barrow.

### Au sélection
Il fait ses débuts pour l'équipe du Pays de Galles le 4 juin 2014, lors d'un match amical contre les Pays-Bas.